# Piqûres !!!
Pour les articles homonymes, voir Piqûre.
Piqûres !!! (Shots!!! en VO) est le 3ème épisode de la saison 23 de South Park et le 300e épisode de la série.
Randy n'arrête pas de se vanter du cap des 300 000 $ atteint par sa ferme, Cartman quant-à-lui refuse de se faire vacciner pour la simple et bonne raison qu'il croît que les vaccins rendent artistiques. Il est pris de pulsions étranges devant une seringue.

## Résumé
Randy Marsh célèbre seul le cap des 300 000 dollars de profit de son entreprise, Plantation Tégrité, a réalisé en vendant toute sa marijuana en organisant un défilé et en produisant une pub vantant la nouvelle clientèle résultant de son accord récent avec le gouvernement chinois. Cependant, sa femme Sharon est en colère contre lui pour avoir entrepris ces efforts sans tenir compte du coût, ni de la consulter malgré le fait qu'ils ont acheté la ferme ensemble pour éviter le type d'entreprise qu'elle est maintenant devenue. Elle est également contrariée de la complicité de Randy avec Xi Jinping qui a mené à arrêter des manifestants chinois sans raison en prétextant qu'ils ont acheté du cannabis.
Pendant ce temps, Eric Cartman, élève en CM1 ayant la phobie des piqûres refuse le vaccin requis par l'école élémentaire de South Park. Quand un médecin s'approche de lui pour le vacciner, il se met à couiner comme un cochon, se déshabiller et courir dans tous les sens. Lorsque le médecin et sa mère se rendent compte qu'ils sont impuissants face à Cartman, ils arrêtent la séance et Cartman repart avec un jouet. Étant menacé d'expulsion, il essaie d'éviter la vaccination par le lobbying à désigner une objection de conscience, racontant avec crainte que les vaccins rendent "artistiques" (un jeu de mots avec "autistes"). Il demande à sa mère de répéter cette idée lors de l'assemblée municipale. Mais elle abandonne le plan de son fils et avoue juste avec exaspération qu'elle ne peut pas le retenir. Craignant que cela ne menace l'immunité collective des enfants, les autres parents de la ville créent un plan avec Mme Cartman pour tendre une embuscade à son fils et le vacciner pendant qu'il dort. Cela ne réussit pas, ils décident d'engager un "lutteur de cochon" expert du nom de Big Mesquite Murph puisse le retenir. Un rodéo est donc organisé opposant des lutteurs de cochons aux enfants non vaccinés de la ville pour tenter d'immuniser tous les enfants.
Randy en profite pour faire sa pub partout en créant des t-shirts pour promouvoir le cap acquis par sa ferme, même Servietsky est fatigué du comportement de Randy et lui fait la tête. Liane arrive chez elle pour lui demander un peu de cannabis, les deux ont alors une conversation personnelle à propos de leurs problèmes. Quand elle lui dit qu'il devrait être chanceux d'avoir un partenaire, Randy se rend compte à quel point il a changé. Liane, elle, réalisé qu'elle n'est bonne qu'à être une mère. Les deux décident donc d'aller là où ils devraient être au lieu de se défoncer et de parler. Randy lui retourne vers Servietsky en balade pour s'excuser et admettre qu'il est devenu cupide et qu'il a manqué de "tégrité", il va également rompre son accord avec le gouvernement chinois. Cartman est piégé par les lutteurs mais fait de son mieux, quand soudain, sa mère arrive et se bat avec les lutteurs. Lorsque Cartman est sûr le point de recevoir une fléchette composée du vaccin, sa mère se poste derrière lui comme bouclier et prend le vaccin à sa place. Elle s'en va très remontée contre les parents et son propre fils en l'interdisant de prendre un jouet. Une fois chez le médecin, Cartman est en salle d'attente et demande à ce dernier si sa mère va bien. Le médecin lui avoue que Liane a eu des effets secondaires au vaccin, provoqués par la forte dose qu'elle a reçue. En entrant dans la salle où se trouve sa mère, elle est en train de peindre une nature morte. Cartman est horrifié car comme il le disait, le vaccin peut bien rendre les gens "artistiques".